# PC World
PC World é uma revista de informática publicada mensalmente pela IDG. Ela oferece conselhos em vários aspectos sobre PCs e itens relacionados, a internet, entre outros produtos e coisas da área de informática. A cada mês, a PC World realiza testes em várias áreas de tecnologia da informação, desde computadores pré-construídos, monitores LCD, cartões gráficos, placas-mãe, PDAs, roteadores de rede sem fio, softwares, entre outros. 

## Países
Baseada em San Francisco, a edição original da PC World é publicada nos Estados Unidos da América embora ela esteja disponível em outros países (51 no total), algumas vezes sob diferentes nomes:
- PC World na Austrália, Bangladesh, Brasil, Dinamarca, Grécia, Hungria, Índia, Itália, Peru, Filipinas, Nova Zelândia, Noruega, Turquia, Vietnã.
- PC Advisor no Reino Unido. (Outra revista chamada Personal Computer World, e o varejista PC World - nenhuma relacionada a revista PC World - já existem naquele mercado.)
- PC Welt, é a versão em alemão.